# Воронов Володимир Іванович
Володи́мир Іва́нович Во́ронов (рос. Владимир Иванович Воронов; 22 липня 1923, село Вітенево Тверської губернії — 7 вересня 2004) — радянський військово-морський льотчик та воєначальник, командувач військово-повітряними силами Чорноморського флоту СРСР в 1971—1982 роках, заслужений військовий льотчик СРСР, член Спілки письменників Росії, генерал-полковник авіації. Депутат Верховної Ради УРСР 8—10-го скликань.

## Життєпис
Народився 22 липня 1923 року в невеликому селі Вітенево, недалеко від старовинного російського містечка Кашина. Незабаром сім'я переїхала до Ленінграда, де батько хлопчика працював кравцем. З 7-го класу юнак пристрастився до спорту, записався в аероклуб і 18 червня 1941 року виконав перший самостійний політ.

### Радянсько-німецька війна
З початком радянсько-німецької війни Володимир навчався в 3-му Військово-морському авіаційному училищі, яке закінчив у травні 1943 року у званні молодшого лейтенанта і отримав призначення на Чорноморський Флот.
Спочатку В. І. Воронов потрапив в 7-й винищувальний авіаполк, яким командував Герой Радянського Союзу майор К. Д. Денисов, що базувався в Грузії і входив до складу 62-ї винищувальної авіабригади. Основним завданням полку було прикриття з повітря головної бази Чорноморського Флоту — Поті. Льотчики літали на літаках МіГ-3. Незважаючи на всі складнощі, вже через два тижні молодий пілот був допущений до несення бойового чергування. Свій перший бойовий виліт — на прикриття Поті, Воронов зробив 15 червня 1943 року.
На початку серпня Володимир Іванович був призначений командиром ланки, проте незабаром отримав призначення в 6-й Гвардійський авіаполк Героя Радянського Союзу підполковника М. В. Авдєєва. В цьому полку Воронов почав службу вже рядовим льотчиком. Після переозброєння на нові Як-9 (Воронов отримав машину з бортовим номером «31»), в грудні 1943 року полк перелетів на передовий аеродром Анапа для продовження бойової діяльності.
Свою першу перемогу В. І. Воронов здобув 4 січня 1944 року вилетівши на прикриття «Ілів» 47-го штурмового авіаполку. Першим помітивши ворога, Володимир несподівано атакував «Мессер» і збив його. До середини лютого 1944 року зробив близько 30 бойових вильотів, провів 10 повітряних боїв, в яких збив особисто два Ме-109 і один в парі зі своїм провідним Борисом Акуловим. До середини квітня на рахунку Володимира Воронова значилося вже понад 50 успішних бойових вильотів і три особисто збитих літаки. Незабаром Воронов був призначений веденим до командира ескадрильї Героя Радянського Союзу Михайла Гриба. Тоді ж отримав і свою першу бойову нагороду — орден Червоного Прапора.
Наприкінці червня полк перелетів на новий аеродром Медново, за 35 км від Одеси. Там лейтенант В. І. Воронов був призначений командиром розвідувальної ланки. Його основним завданням стало фотографування аеродромів і посадочних майданчиків, документальне підтвердження наявності або відсутності на них літаків противника. При цьому, командування полку неодноразово схвалювало результати його бойової діяльності. Потім були вильоти на супровід бомбардувальників і штурмовиків, що атакували Констанцу, знищення ворожих ешелонів на залізничних станціях, штурмовка артилерійських батарей і військ противника. 23 серпня Воронов здобув свою останню перемогу, вилетівши на прикриття пікірувальників, що завдавали бомбового удару по портах Галац і Браїлов на Дунаї. У цьому бою він знищив винищувач Ме-109, який намагався атакувати групу Пе-2.
У вересні 1944 року полк почав переозброєння на нові літаки Як-3. Війну льотчики закінчили в Болгарії, перебуваючи в постійному бойовому чергуванні. У лютому 1945 року льотчики 6-го ГвВАП перелетіли на аеродром Херсонес для виконання відповідального завдання по прикриттю Ялтинської конференції глав держав антигітлерівської коаліції. 
До кінця війни Володимир Воронов зробив більше 100 успішних бойових вильотів літаючи на штурмовку, прикриття військ і кораблів, супровід штурмовиків. У повітряних боях знищив особисто чотири і в складі групи ще чотири літаки противника (за деякими джерелами, мав сім повітряних перемог), при цьому сам жодного разу не був навіть поранений.
Член ВКП(б) з 1945 року.

### Повоєнні роки
Після війни Володимир Іванович продовжив службу у ВПС, командував винищувальним полком. Пізніше майор В. І. Воронов навчався у Військово-повітряній академії і закінчив її у 1955 році із золотою медаллю. 
Ставши генерал-полковником авіації, з 1971 по 1982 рік командувач авіації Чорноморського флоту СРСР. Потім був 1-м заступником командувача Військово-морською авіацією СРСР.
Був делегатом XXII та XXV з'їздів КПРС, депутатом Верховної Ради Української РСР. Заслужений військовий льотчик СРСР. За час служби нагороджений багатьма урядовими нагородами.

Могила Володимира Воронова

Після звільнення в запас жив в Москві. Помер 7 вересня 2004 року. Похований в Севастополі на кладовищі Комунарів.

## Письменницька діяльність
Володимир Воронов автор книг:
- «Записки морського льотчика»;
- «Морські винищувачі»;
- «Небо і море»;
- «Билини про льотчиків».

## Нагороди
- два ордени Червоного Прапора
- орден Вітчизняної війни 1-го ступеня
- орден Червоної Зірки
- орден «За службу Батьківщині в Збройних Силах СРСР» 3-го ступеня
- 17 медалей СРСР
- заслужений військовий льотчик СРСР